# Pityohyphantes hesperus
Pityohyphantes hesperus là một loài nhện trong họ Linyphiidae.
Loài này thuộc chi Pityohyphantes. Pityohyphantes hesperus được Ralph Vary Chamberlin miêu tả năm 1920.